# 魁北克戰役 (1775年)
魁北克戰役（英語：Battle of Quebec），是大陸軍圍攻英國魁北克省首府魁北克市的一場戰役。
1775年12月，大陸軍東西兩路軍隊會合，於同月6日開始圍城。不過，由於大地因寒冬結冰，使到圍城陣地難以設立。再者，大陸軍欠缺重型火炮，無法擊毀魁北克市的城牆，令到大陸軍一直未能夠發動進攻。隨著民兵的服役期限將在年底屆滿，而英國軍隊在春天後必然將會獲得海路增援，大陸軍的情況日漸危急。12月31日，理查德·蒙哥马利以暴風雪為掩護，終於兵分兩路強行攻城。結果大陸軍大敗而歸，蒙哥馬利身亡，班奈狄克·阿諾德受傷，而丹尼爾·摩根的數百名民兵更在城內被俘。
1776年年初，城外殘餘的大陸軍未有撤退，但是魁北克省總督蓋伊·卡爾頓沒有出城攻擊，大陸軍仍然可以勉強保持圍城。直到5月6日，英國皇家海軍軍艦帶同援兵抵達，卡爾頓即時領兵出城攻擊，大陸軍及民兵即時潰逃。魁北克戰役以英國軍隊勝利告終，而大陸軍的征伐加拿大計劃也因此失敗。

## 背景及雙方部署

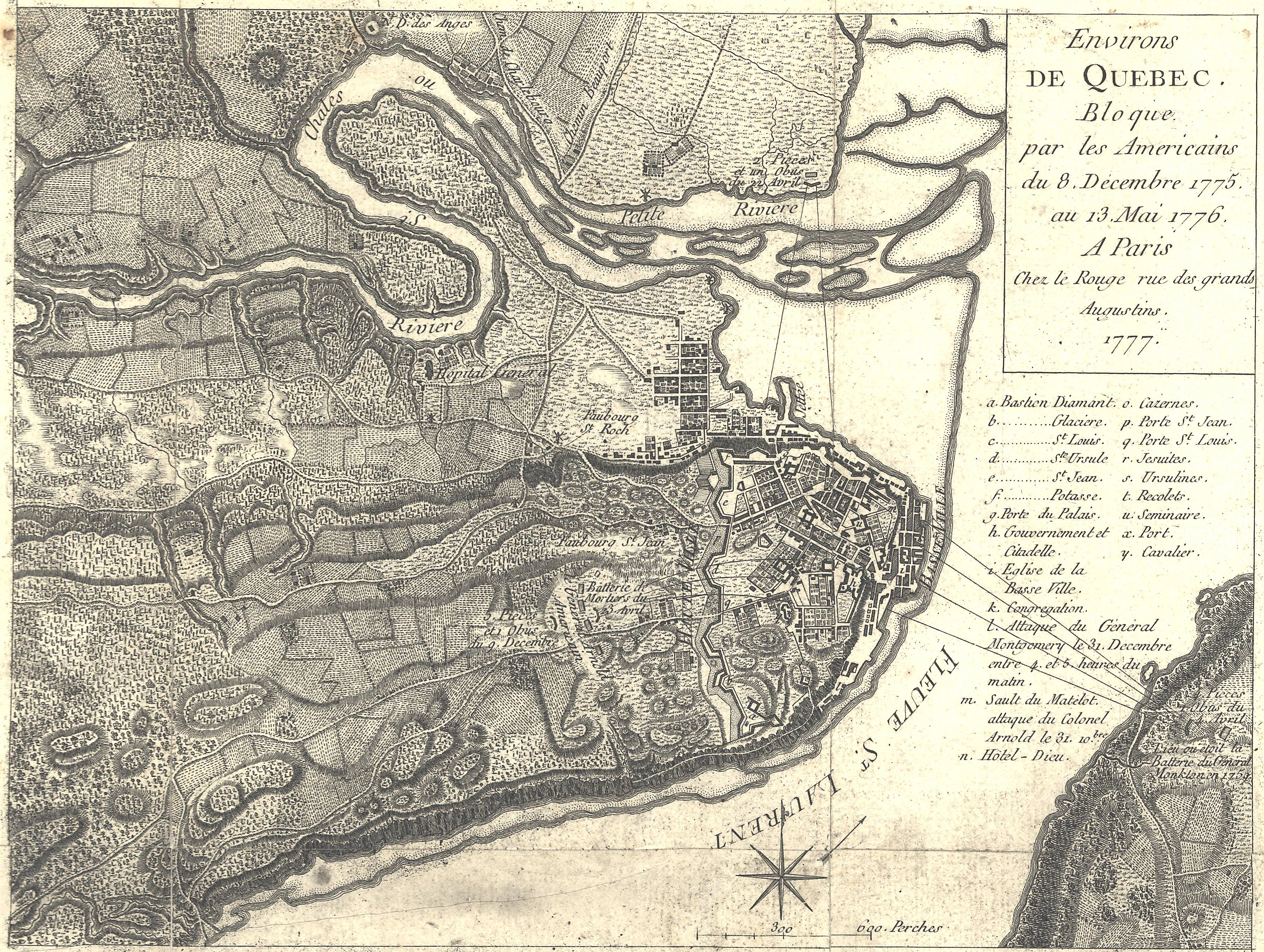
1777年的法文魁北克市地圖。圖中描繪了當時魁北克市的地勢，以及魁北克戰役的進程

1775年6月，第二次大陸會議開始籌備進攻加拿大，並以英屬魁北克省首府魁北克市為終極目標。大陸軍在9月兵分兩路，西路軍由提康德羅加堡出發，途經尚普蘭湖、聖讓恩堡及蒙特利爾，再沿聖勞倫斯河順流而下，直達魁北克市西郊的亞伯拉罕平原。至於東路軍則由班奈狄克·阿諾德上校指揮，翻越今日緬因州的荒野及阿帕拉契山脈分水嶺，最後橫越聖勞倫斯河，由東南面發動進攻。西路軍在9月至11月期間發動聖讓恩堡圍城戰，不但取得勝利，更幾乎俘獲魁北克省總督蓋伊·卡爾頓。至於阿諾德遠征魁北克的過程，則遠較預計中艱鉅。
1775年11月13日，阿諾德約600人的遠征軍率先到達魁北克市郊，卻無力發動進攻，只好撤到亞伯拉罕平原以西的白楊岬（Pointe-aux-Trembles），等待西路軍隊前來會合。12月1日，西路軍的指揮官理查德·蒙哥马利亦告抵達。雖然阿諾德的軍隊每人只有五發子彈，兼且因遠征之故而欠缺衣物糧食補給，幸好蒙哥馬利從聖讓恩堡奪取部分英軍補給，以及圍城必需的冬裝衣物，才使圍城可以開始。
蒙哥馬利共有300名紐約州的步兵軍團、約翰·蘭姆的一隊炮兵連、詹姆士·利文斯頓招募的第1加拿大步兵軍團、大衞·烏斯特從蒙特利爾派出的少量援軍、以及160名散兵。這些散兵原屬的軍團，因服役期滿而自行解散。蒙哥馬利共有四門普通火炮及六門臼炮。圍城的總兵力約在1,200人左右。
至於英軍方面，總督卡爾頓在9月時駐紮於蒙特利爾，並將大部分正規軍部署於聖讓恩堡。魁北克市交由副總督克倫希管理。縱然克倫希對形勢時常感到悲觀，但他卻成功招募到更多民兵。卡爾頓早在7月就曾招募民兵，但成效強差人意，部分居民更附和大陸軍的宣傳，而在鄉郊鼓吹反抗英國政府。這使卡爾頓一直對本地民兵抱有懷疑，而大陸軍又誤以為可在魁北克省一呼百應。不過，魁北克省的居民雖對英國政府抱有不滿，卻又未至於要加入南方殖民地的公然叛亂，亦對大陸軍在鄉郊引起的治安問題感到厭煩。結果時至9月，愈來愈多魁北克市的居民志願為英國政府充當民兵。另外，雖然駐波士頓的海軍中將塞繆爾·格雷夫斯以聖勞倫斯河將會結冰為由，拒絕派出軍艦支援，但到11月初仍有少量軍艦及平民船隻，運載民兵前來防守。
11月3日，聖讓恩堡失陷，魁北克省大部分的英國正規軍亦隨之被俘，令兵力更形緊绌。克倫希隨即在魁北克市設置欄柵障礙，預備可能出現的攻城戰。同日克倫希亦得悉阿諾德的遠征已經成功，即時下令徵用所有聖勞倫斯海南岸的艦艇。此時魁北克的民兵人數已增至1,200人以上。11月10日，阿蘭·麥克林帶同第84步兵軍團的200名蘇格蘭高地步兵，由三河市趕抵魁北克市增援。這批步兵大部分為七年戰爭中的正規軍，不但增強了守軍力量，亦激勵了民兵士氣。
麥克林在11月10日開始接掌魁北克市的佈防，直到卡爾頓僥倖避過俘虜，而在19日返抵魁北克市為止。卡爾頓在三日後宣佈徵召全市男丁入伍，拒絕者將視為叛軍間諜處置，並可在四日內離開城市。這項措施令守軍人數額外增加500人，而圍城總兵力也增至近1,800人。卡爾頓同時在魁北克市東南面的河岸築起木造壁壘，並佈置防兵及火炮。

## 圍城炮戰與攻城計劃
12月6日，大陸軍開始圍城，切斷所有對外道路。蒙哥馬利也循例向卡爾頓下達降書，但明知卡爾頓不會答應，故此只派一個當地老婦轉達信件；而卡爾頓也將降書焚毀不讀。12月9日，蒙哥馬利開始調配火炮，轟擊魁北克市的城牆，雙方爆發炮戰。起初魁北克市的居民一度陷入恐慌：僅僅在16年前，詹姆斯·沃爾夫就曾在聖勞倫斯河南岸架設大炮，幾乎將整個魁北克市下城區夷為平地。然而大陸軍只有9磅及12磅的輕型火炮，面對魁北克市的城牆幾乎完全無效，很快便淪為魁北克市居民的笑柄。相比之下，魁北克市的城防炮不但口徑較大，而且射程更遠。阿諾德的指揮總部因此被城防炮擊毀，而蒙哥馬利的戰馬及雪撬更被「炸成碎片」。
蒙哥馬利很快察覺，圍城戰幾乎全無勝算。站在戰術層面，大陸軍無法截斷魁北克市的水路補給；無法摧毀敵軍城牆；無法用炮戰威懾對方投降；也無法在雪地建造戰壕。更有甚者，天氣日趨嚴寒，限制士兵活動；天花及各種呼吸道疾病流行，削弱兵力；後方補給逐漸不繼；而民兵的服役期限又在年底屆滿。各種原因使士兵已經無心作戰。至於戰略層面，英國援軍將會在春天抵達，而大陸議會卻仍未有派兵增援的打算。

## 攻城戰

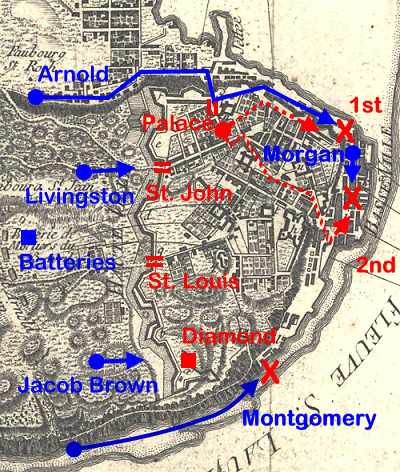
魁北克攻城戰的軍隊行動圖。12月31日凌晨4時，利文斯頓及布朗分別佯聖約翰門及鑽石棱堡，吸引兩地火力。蒙哥馬利則乘機領兵，由鑽石棱堡山下的河岸小道潛行，意欲突襲東面的下城區。然而蒙哥馬利未及抵達，就在一座房屋前遭到英軍近距射殺，突襲軍隊也即時潰逃。另一方面，阿諾德由西北面市郊出發，起初未獲發現。軍隊行至魁北克市北面的皇宮門前，遭到守軍猛烈射擊。別無選擇下，阿諾德繞行河岸的街道，向下城區前往。稍後阿諾德派兵攻佔了街道末端的第一座街壘，自己卻受傷而要撤走。接替指揮的摩根稍作整備後，向南面第二座街壘前住。然而英國首批援軍剛好抵達，使大陸軍死傷慘重。英軍司令卡爾頓見狀，即派皇宮門的守軍出征，從後包抄摩根，最終迫使大陸軍投降。其時為早上10時

12月23日，蒙哥馬利與阿諾德商討後，決定出奇制勝。兩人先等待冬季的暴風雪來臨，以惡劣天氣作掩護：阿諾德等人分成四隊，其中三隊發動佯攻，分散卡爾頓兵力，而阿諾德則集中攻擊南面一座城門，由特訓部隊搭建雲梯，再翻越城牆。蒙哥馬利會帶軍由聖勞倫斯河岸的小路潛行，突襲魁北克市下城區。當阿諾德與蒙哥馬利在下城區會合後，便可迫使上城區的卡爾頓駐軍前來巷戰，然後一決勝負。
不過，卡爾頓即日便得悉蒙哥馬利的計劃。當日一名被俘英國軍官，藉詞酒醉，乘機逃回魁北克市報告；而這消息與另一名叛逃的大陸軍士兵完全一致。卡爾頓下令修補城防，設置更多障礙物及火炮平台，並等待大陸軍發動攻擊。
12月27日颳起風雪，但不足以掩護大陸軍發動進攻。當日蒙哥馬利稍為修正攻擊計劃，派利文斯頓佯攻聖約翰門（St. John's Gate）；布朗（Jacob Brown）佯攻鑽石棱堡（Cape Diamond bastion）；阿諾德改由西北面的聖洛克市郊（St. Roch Subrub）入手，穿過皇宮市郊（Palais Suburb）入手及皇宮門（Palace Gate），再突進下城區；蒙哥馬利的行軍則不變，但只由小規模部隊組成，預備與阿諾德作南北夾攻。計劃只有高級軍官獲得告知。這改動使奇襲計劃幾乎成功。
12月30日，大風雪終於來臨，而蒙哥馬利決定在31日凌晨進攻。凌晨四時，利文斯頓與布朗發動佯攻，成功引開聖約翰門及鑽石棱堡的火力。蒙哥馬利看到訊號後，就在鑽石棱堡下方的狹窄河岸小路行軍。
由於大風雪很快演變成暴風雪，蒙哥馬利的士兵舉步維艱，行軍多有延誤。抵達下城區時，蒙哥馬利與士兵先在第一道柵欄鋸開缺口。雖然一切仍然非常平靜，但軍隊已經嚴重超時，英軍在日出後隨時可從高處攻擊。情急之下，蒙哥馬利未等柵欄完全打開，便與隨同軍官趕往第二道柵欄。此時，蒙哥馬利與軍官終於看到房屋，一切似乎極為順利。蒙哥馬利登時高呼突擊，然後與軍官率先衝鋒，豈知該座房屋旋即傳出槍炮聲，大量子彈及葡萄彈齊射而來。首數輪齊射後，蒙哥馬利及多名軍官即時陣亡，其他率先衝鋒的軍官亦多受重傷，只有阿龍·伯爾奇蹟地完好無事。後方的一名軍官稍為定驚後，即捉住伯爾向後逃走，而其他士兵亦即時潰退。
蒙哥馬利遇上的房屋，只駐守了50名民兵。他們並不知道大陸軍將會偷襲，而且訓練不佳。然而這批民兵卻一直謹守崗位，一聽到聲響，便向外恣意開火。不過英軍要到數小時後，才找到大陸軍的俘虜前來認屍，並得悉遠征軍的指揮官蒙哥馬利已經死去。
另一方面，阿諾德在30日的晚上10時，便開始召集軍隊，到聖洛克市郊集合。但由於風雪阻礙，到凌晨四時軍隊仍未全數抵達。其時聖約翰門的信號已經響起，阿諾德只好帶領數百人先行發動進攻。軍隊順利進入皇宮市郊，卻在爬坡前往皇宮門時遭到高處守軍猛烈射擊。雖然大陸軍無法還擊，但又不能中途撤退，扔下蒙哥馬利軍隊不顧。故此，阿諾德決定繞過城門，沿著河岸的街道前進。進入魁北克市後，阿諾德輾轉穿過狹窄街道，直至遇上第一座英軍街壘。別無選擇之下，阿諾德下令全軍衝鋒，但隨即被子彈擊中膝蓋倒地。大陸軍佔據街壘後，受傷的阿諾德只好將指揮權交給丹尼爾·摩根。
接過指揮後，摩根被迫停下稍為整備。大陸軍在衝過城門後已大多負傷，又因街道狹窄而迷路走散，連輕型火炮亦告遺失。火槍彈藥又因風雪潮濕而陸續失靈。更重要的是，當負傷的阿諾德被抬離戰場時，沿途的民兵感到阿諾德是要全部人跟從送死，士氣更形低落。但就在這一小段關鍵時間，英國的援軍抵達。早在凌晨時分，麥克林就曾派一隊民兵增援鑽石棱堡。該隊部隊抵達棱堡時，發現該處無需援軍，故此又順序前往中央的聖路易斯門（St. Louis Gate）及西北面的聖約翰門，但各處均只聞槍聲，不見戰鬥。結果該隊部隊轉為到北面皇宮門巡視。另一方面，卡爾頓從麥克林得悉皇宮門有戰事後，又派出200名蘇格蘭步兵前往增援。這些步兵剛好在摩根停下之時到達，隨即填補第二座街壘各處空缺，並設置輕型火炮開火。
整備後摩根向第二座街壘衝鋒。大陸軍多次嘗試在街壘架起木梯不果，更遭到英軍迎頭痛擊。更有甚者，其中一張木梯竟反遭英國守軍奪去。英軍將木梯架設到街壘側面的平房，然後爬上屋內，從高處向大陸軍射擊，使大陸軍死傷加劇。看到摩根陷入困境後，卡爾頓下令另一支蘇格蘭部隊出發，由皇宮門外殺入下城區，以成包圍之局。別無選擇下，大陸軍陸續向英軍投降，或者乘小道逃離魁北克市。摩根為免遭到英軍羞辱，只向一名教士交出配劍投降。其時已為早上10時，攻城戰以英軍勝利告終。

## 圍城僵局與大陸軍撤退

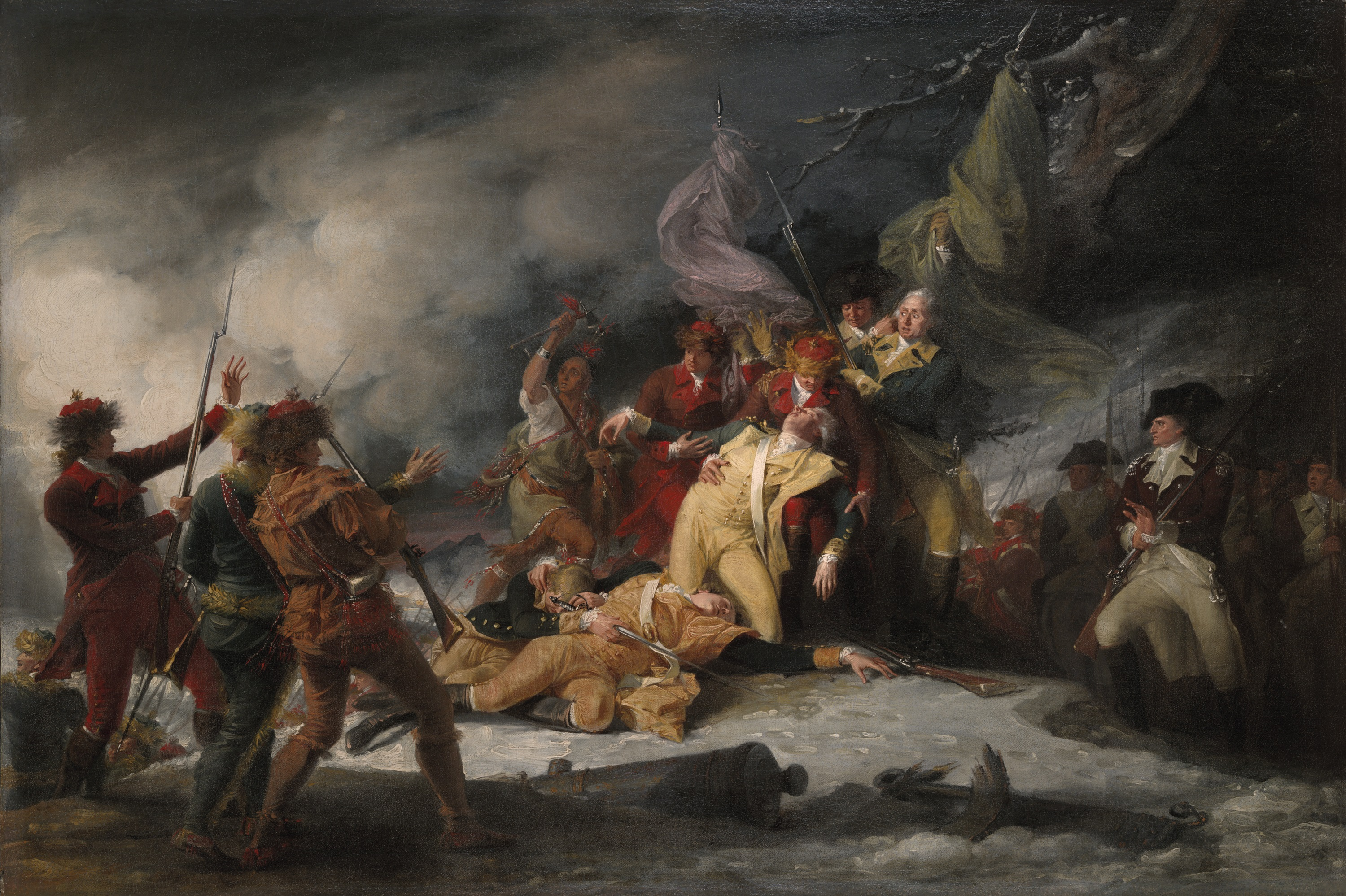
著名油畫作《蒙哥馬利將軍之死》，繪於1786年。事實上蒙哥馬利與隨同軍官遭到突然射擊，並且即時死亡

攻城戰後，卡爾頓派人點算死傷，共計431名俘虜及30具大陸軍屍體，但當未計算沿河逃走時死亡的民兵。春季時麥克林在河岸找到另外20具屍體。至於僥倖逃出城外的阿諾德，則向大陸議會匯報，稱有60人死亡，超過300人被俘。卡爾頓指英軍傷亡為5死14人傷，但實際數字可能更高。
隨著1776年到來，不少殘餘的民兵以服役期滿為由，開始自行解散返鄉。不過阿諾德仍拒絕離開，決定以少數兵力繼續圍城，只是對魁北克市的補給幾無阻礙。雖然卡爾頓手上的兵力遠較阿諾德為多，但他決定繼續守城，等待援軍。早在攻城戰之前，蒙哥馬利便推算卡爾頓不會出城，因為16年前法軍就曾出城迎擊英軍，結果在亞伯拉罕平原戰役遭到慘敗，進而喪失整個魁北克省以至北美殖民地。
1776年1月至3月期間，受傷的阿諾德繼續向後方要求增援，派人到郊區招募民兵，以及要求任命另一將軍接替指揮。3月31日阿諾德因墮馬再次受傷，終於獲准到蒙特利爾養傷，由約翰·湯馬士准將接替。另外，雙方在鄉郊招募的民兵，曾在3月25日引發聖皮埃爾之戰，但除此以外就別無戰事。
湯馬士接掌指揮後，發現圍城戰已不能繼續下去。大陸軍不但士氣低落，而且飽受天花威脅（湯馬士在6月也因天花而死）。5月3日反叛一方曾派一艘火船攻擊魁北克市港口，但未有成功。到5月6日，英國一支小型艦隊抵達，並帶同200名正規軍增援。卡爾頓即時派守軍出擊，而大陸軍則開始潰散而逃，圍城就此結束。

## 後續影響

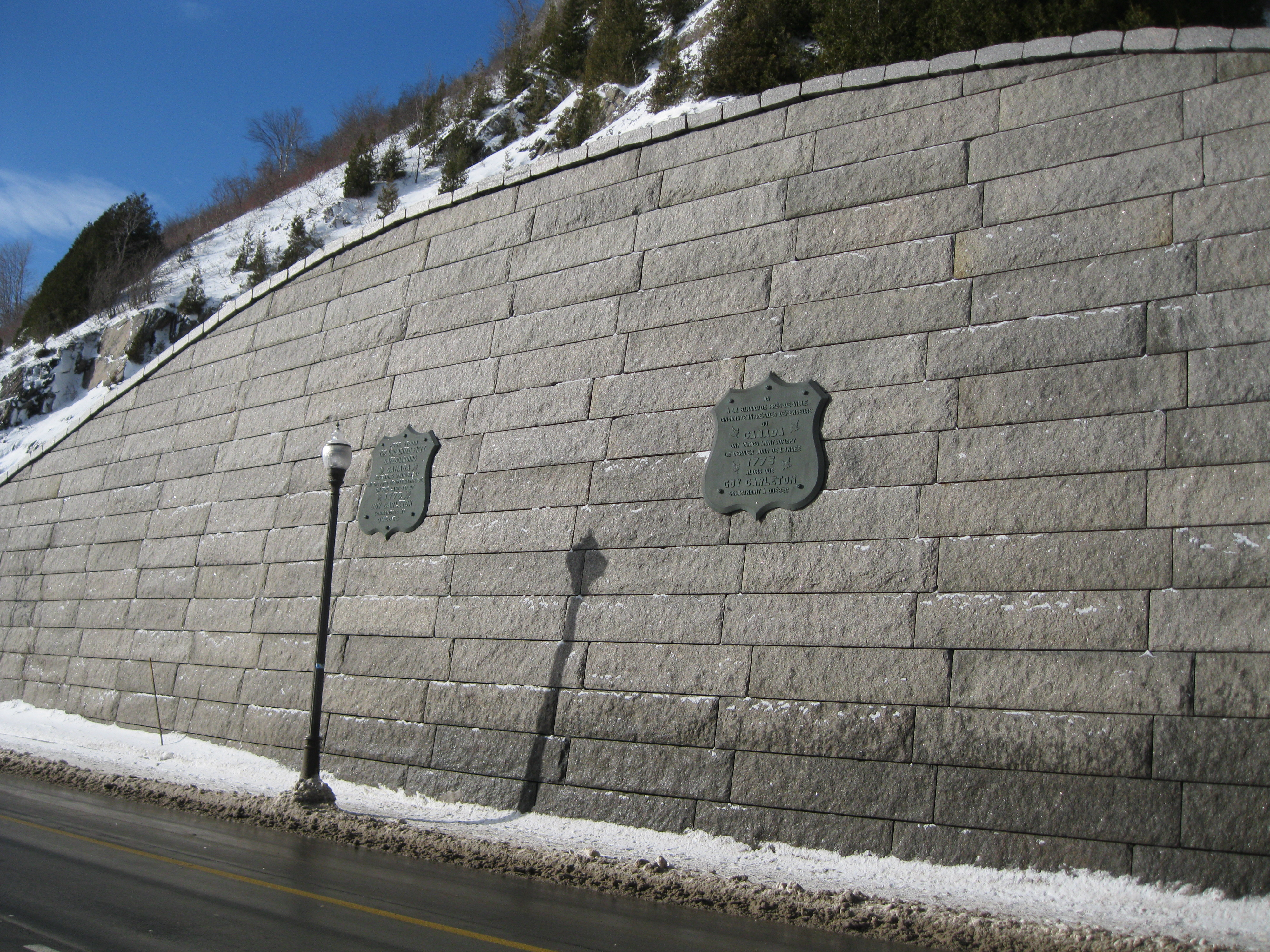
蒙哥馬利戰死之處，現為一幅石牆，上方有兩塊牌匾，紀念當時駐守的50名魁北克守軍

魁北克戰役後，大陸軍撤回蒙特利爾；而卡爾頓則因戰功而在7月獲封爵士。在1776年5月6日至6月1日期間，約翰·伯戈因的增援部隊陸續乘坐軍艦抵達魁北克市，並接管加拿大方的軍隊指揮。這批部隊有超過9,000名英國正規軍，以及約4,000名黑森傭兵，對只有80,000人口的魁北克省構成沉重經濟壓力。伯戈因最終在1777年帶同這批軍隊，發動薩拉托加戰役。
另一方面，大陸軍在6月8日的三河市之戰再次落敗，而在17日向提康德羅加堡撤走。蒙特利爾復歸英國統治。10月11日，英國派兵南進尚普蘭湖，與宣佈獨立的美國爆發瓦庫爾島之戰，當中美國的湖泊軍艦幾乎全軍覆沒。當時美國遠征加拿大大致以此場戰事為終結。
魁北克戰役後，卡爾頓即派人偵查所有曾經協過大陸軍的加拿大住民。起初卡爾頓寬恕部分輕犯人士，但隨著大陸軍被逐出魁北克省，卡爾頓開始加重懲罰，強迫該等人士復修因戰火受損的建築。這使魁北克省居民在餘下的獨立戰爭，再也不敢公開支持叛軍。